# Resolució 530 del Consell de Seguretat de les Nacions Unides
La Resolució 530 del Consell de Seguretat de les Nacions Unides, aprovada per unanimitat el 19 de maig de 1983, després d'haver escoltat declaracions de Nicaragua i d'altres Estats membres sobre el tema, el Consell va expressar la seva profunda preocupació per la situació a la frontera d'Hondures i Nicaragua, i una possible confrontació militar.
El Consell també va expressar el seu agraïment pel Grup de Contadora i els seus esforços per resoldre la situació a Amèrica Central. Els Ministres d'Afers Exteriors de Mèxic, Veneçuela, Panamà i Colòmbia havien expressat prèviament la seva preocupació per la ingerència estrangera en conflictes i disputes a Amèrica Central, insta als propis països, juntament amb els Grup de Contadora, per resoldre les controvèrsies per establir la pau a la regió. La resolució va instar al grup de Contadora a "no escatimar esforços" per trobar solucions i, juntament amb el Secretari General de les Nacions Unides, a informar el Consell de l'evolució de la situació.